# Slovenia International 1966
Die Slovenia International 1966 fanden in Ljubljana statt. Es war die vierte Austragung der internationalen Meisterschaften von Slowenien im Badminton.

## Titelträger
| Disziplin    | Sieger                             |
| ------------ | ---------------------------------- |
| Herreneinzel | Franz Beinvogl                     |
| Dameneinzel  | Hilde Kreulitsch                   |
| Herrendoppel | Franz Beinvogl Rupert Liebl        |
| Damendoppel  | Hilde Kreulitsch Anni Fritzer      |
| Mixed        | Bernd Frohnwieser Hilde Kreulitsch |